# Força Abraham-Lorentz-Dirac
En electrodinàmica clàssica, la força d'Abraham-Lorentz-Dirac és la força que experimentaria una partícula carregada movent-se a velocitats relativistes a causa d'un camp electromagnètic. Es tracta d'una modificació de la força d'Abraham-Lorentz que descriu el mateix efecte però sense tenir en consideració els efectes de la relativitat especial.

## Definició
L'expressió de la força d'Abraham-Lorentz-Dirac la va derivar Paul Dirac el 1938 i ve donada per:
{\displaystyle F_{\mu }^{\mbox{rad}}={\frac {\mu _{o}q^{2}}{6\pi mc}}\left({\frac {d^{2}p_{\mu }}{d\tau ^{2}}}+{\frac {p_{\mu }}{m^{2}c^{2}}}\,\left({\frac {dp_{\nu }}{d\tau }}{\frac {dp^{\nu }}{d\tau }}\right)\right)}
Això es pot veure com una manera de manipular l'equació de temps per a la potència.
{\displaystyle {\frac {1}{\Delta t}}\int _{0}^{t}Pdt={\frac {1}{\Delta t}}\int _{0}^{t}{\textbf {F}}\cdot {\textbf {v}}dt}
La fórmula de Larmor descriu la potència d'un sistema segons una interpretació no relativista.

### Forma no-realativista
{\displaystyle P={\frac {\mu _{o}q^{2}a^{2}}{6\pi c}}}

### Forma relativista
Alfred Marie Liénard va generalitzar la fórmula de Larmor per a arribar a una formulació relativista:
{\displaystyle P={\frac {\mu _{o}q^{2}a^{2}\gamma ^{6}}{6\pi c}}}